# Kokovice
Kokovice jsou vesnice a část obce Klobuky v okrese Kladno ve Středočeském kraji. 

## Název
Název vesnice je odvozen z osobního jména Kok ve významu ves lidí Kokových. V historických pramenech se název objevuje ve tvarech „de Kokowycz“ (1318) a „in villa Kokowiczích“ (1388).

## Historie
První písemná zmínka o vesnici pochází z roku 1318.

## Přírodní poměry
Na území obce ústí Úherecký potok do Žerotínského potoka, na kterém leží Starý rybník a Nový rybník.

## Obyvatelstvo
| Rok            | 1869 | 1880 | 1890 | 1900 | 1910 | 1921 | 1930 | 1950 | 1961 | 1970 | 1980 | 1991 | 2001 | 2011 | 2021 |
| -------------- | ---- | ---- | ---- | ---- | ---- | ---- | ---- | ---- | ---- | ---- | ---- | ---- | ---- | ---- | ---- |
| Počet obyvatel | 225  | 254  | 232  | 238  | 248  | 249  | 236  | 177  | 163  | 141  | 105  | 89   | 91   | 112  | 107  |
| Počet domů     | 27   | 37   | 42   | 43   | 45   | 46   | 56   | 58   | 58   | 49   | 37   | 41   | 44   | 45   | 46   |

## Obecní správa
Při sčítání lidu v letech 1850–1879 Kokovice byly osadou obce Klobuky v okrese Slaný. V letech 1880–1960 byly samostatnou obcí, se kterým patřily nejprve do okresu Slaný, ale od roku 1960 v okrese Kladno. Od 1. července 1960 jsou opět částí obce Klobuky v okrese Kladno.

## Rodáci
- Karel Toman (1877–1946), básník